# The Dead Zone
The Dead Zone (Zona Morta, na tradução brasileira, e em Portugal, Zona da Morte) é um romance de suspense sobrenatural escrito por Stephen King e publicado em 1979. Foi filmado em 1983 (The Dead Zone), lançado no Brasil como Na hora da Zona Morta.

Embora os livros anteriores de King tenham tido sucesso, The Dead Zone foi o primeiro de seus romances a figurar entre os dez romances mais vendidos do ano nos Estados Unidos. O livro foi nomeado para o Locus Award em 1980 e foi dedicado ao filho de King, Owen.